# Kurt Dalchow
Kurt Dalchow (ur. 14 lipca 1908 w Berlinie, zm. 12 czerwca 1959) – niemiecki bokser, mistrz Europy.

## Kariera sportowa
Startując w Mistrzostwach Europy w Berlinie 1927 roku, zdobył złoty medal w kategorii koguciej. W mistrzostwach Niemiec, dwukrotnie wywalczył mistrzostwo, w 1927 w wadze koguciej i w 1928 w kategorii piórkowej. Walcząc na zawodowym ringu w latach 1931 – 1946, stoczył 20 walk, z czego 2 walki wygrał, 3 zremisował i 15 przegrał.